# 三甲基锡基三甲基锗
三甲基锗基三甲基锡是一种金属有机化合物，化学式为(CH3)3GeSn(CH3)3，它可由三甲基氯锗烷和三甲基锡基锂反应得到。它和一氯化碘反应，可以得到三甲基氯锗烷和三甲基碘化锡。它可以和[Pt(COD)2]在二甲基苯基膦存在下发生插入反应，生成Pt(PMe2Ph)2(SnMe3)(GeMe3)。